# ジェイ・マッカーシー
ジェイ・マッカーシー（Jay McCarthy、1992年9月8日 - ）は、オーストラリア、クイーンズランド州出身の自転車競技（ロードレース）選手。

## 経歴
2011年、オーストラリアのTeam Jayco-AISにてプロキャリアスタート。
2013年、チーム・サクソ - ティンコフに移籍。
2017年、ティンコフの解散に伴い、ボーラ・ハンスグローエに移籍。
2018年、カデル・エヴァンス・グレートオーシャン・ロードレースにて優勝。

## 主な戦歴

### 2011年
- インターナショナル・テューリンゲン・ルントファールト　区間優勝（第1,2(TTT)ステージ）

### 2012年
- ニュージーランド・サイクル・クラシック　総合優勝、新人賞（第2ステージ優勝）
- Trofeo Piva Banca Popolare di Vicenza　優勝
- Toscana-Terra di ciclismo　ポイント賞、新人賞（第4ステージ優勝）
- ツール・ド・ブルターニュ　区間優勝（第6ステージ）
- ツール・ド・ラブニール　区間優勝（プロローグ）

### 2015年
- ツアー・オブ・ターキー　総合3位

### 2016年
- ツアー・ダウンアンダー　新人賞（第2ステージ優勝）
- ツアー・オブ・クロアチア　区間優勝（第5ステージ・チームタイムトライアル）

### 2017年
- ツアー・ダウンアンダー　総合3位

### 2018年
- カデル・エヴァンス・グレートオーシャン・ロードレース　優勝
- イツリア・バスク・カントリー　区間優勝（第3ステージ）